# Ignazio Raimondi
Ignazio Raimondi (Nàpols, 1733 - Londres, 14 de gener de 1813) fou un violinista i compositor italià.
Començà com a violinista del Teatro San Carlo de Nàpols, passant després de 1762 a 1780 dirigí una Societat de concerts a Amsterdam, on feu executar les seves simfonies descriptives Les aventures de Telémac i La batalla i moltes simfonies concertants. Deixà, a més, nombrosos quartets, trios i sonates.
El 1780 s'establí a Londres, presentant-se sovint com a concertista i compositor, a vegades junt el cèlebre cantant Pacchiarotti. La seva producció rebel·la la seva enorme mestressa, així com un gran domini dels estilemes i mòduls compositius típics de la seva època.